# NGC 2198
NGC 2198 is een niet-bestaand object in het sterrenbeeld Orion. Het hemelobject werd op 19 maart 1863 ontdekt door Truman Henry Safford (1836-1901).